# 明水镇 (明水县)
明水镇，是中华人民共和国黑龙江省绥化市明水县下辖的一个乡镇级行政单位。

## 行政区划
明水镇下辖以下地区：
红旗社区、东风社区、育新社区、革新社区、工农社区、明新社区、三精社区、东城社区、向阳村、农艺村、向荣村、美丽村、兴旺村、春光村、先锋村、朝阳村、新发村、城北村、勤俭村和互助村。